# Acontiophoridae
Acontiophoridae is een familie uit de orde van de zeeanemonen (Actiniaria). De familie is voor het eerst wetenschappelijk beschreven door Carlgren in 1938. De familie omvat 3 geslachten en 5 soorten.

## Geslachten
- Acontiophorum
- Mimetridium Hand, 1961
- Ramirezia